# 夜想曲第8番 (ショパン)

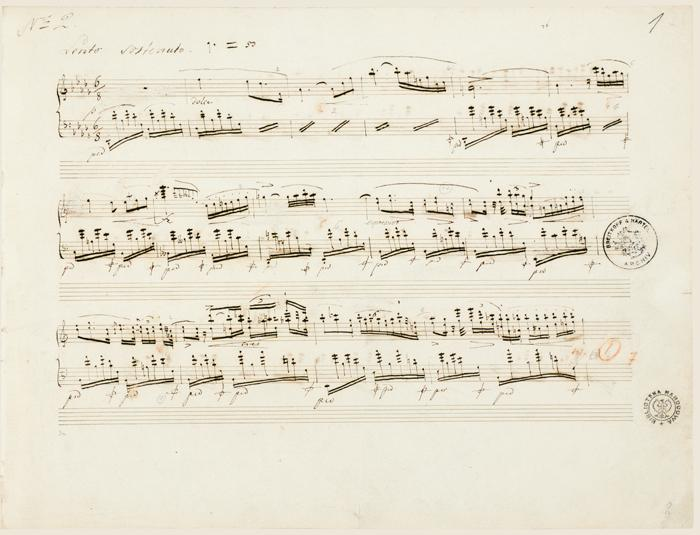
ショパンの自筆譜

夜想曲第8番 変ニ長調 作品27-2 は、フレデリック・ショパンが1835年に作曲したピアノのための夜想曲。翌1836年に出版された。

## 概要
非常に美しい曲想で、ショパンの夜想曲の中では作品9-2や作品15-2と共に最も親しまれている作品のひとつであり、テレーズ・ダボニー伯爵夫人に献呈されたため、しばしば「貴婦人の夜想曲」と呼ばれている。

## 構成

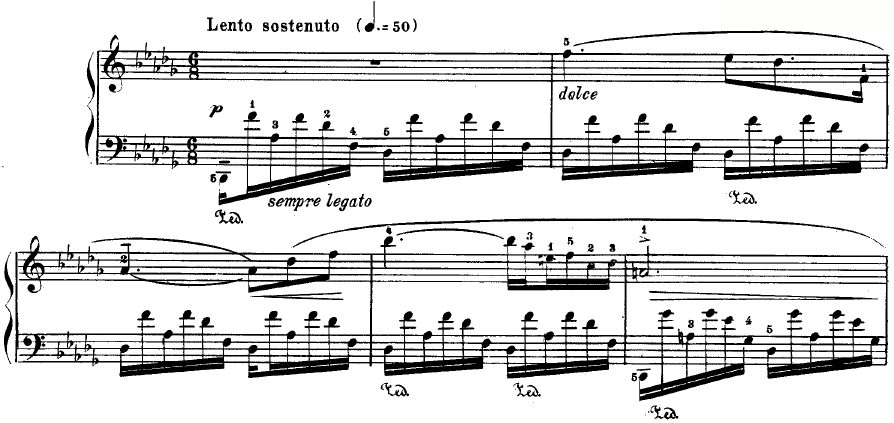
冒頭部分

変ニ長調、レント・ソステヌート、8分の6拍子、ロンド形式。
半音階を多用した流麗な和声進行で、変ニ長調 - 変ロ短調 - 変ホ短調 - 変ニ長調 - イ長調 - 嬰ハ短調 - 変ニ長調と切れ目なく同一の主題が続いていく。
装飾音に彩られたパッセージは華麗なもの。コーダは6度の音階進行。